# たかたのゆめちゃん
たかたのゆめちゃんは、岩手県陸前高田市のマスコットキャラクター（ゆるキャラ）。陸前高田市内外のイベントなどに参加し、同市のPRに当たっている。

## 歴史
東日本大震災で甚大な被害を受けた陸前高田市を支援する「NPO法人陸前高田市支援連絡協議会 Aid TAKATA」（企画プロデュース:あべパパ・ママ）において、陸前高田市の復興を願って独自のマスコットキャラクターを作成する企画「夢☆キャラプロジェクト」が2011年8月より開始、ニコニコ静画などを経由して全国より応募があった334作品の中から、絵本作家葉祥明とプロジェクトによる1次審査で10作品を選定。最終審査で陸前高田市の小学生・中学生の投票により神奈川県川崎市の大学生によるデザインが選ばれた。2012年1月4日に誕生。
2013年1月4日、陸前高田市より特別住民票が交付された。住所は「希望の一本松ノ上」となっている。さらに「陸前高田市ゆめ大使」にも任命された。
2014年8月21日、ゆるキャラ同士のネットワークを作って地域のPRを強化することを目的に、さのまる（栃木県佐野市）・ふっかちゃん（埼玉県深谷市）・あゆコロちゃん（神奈川県厚木市）・えび〜にゃ（神奈川県海老名市）・えぼし麻呂（神奈川県茅ヶ崎市）との6キャラクターで「ゆる党」が結成された。選定の基準は自治体の規模が似ていることとキャラクター同士の気心が知れていることで、「ゆるシックス」という愛称も公表した。
2019年3月より「ゆめちゃんの子どもぼうさい教室」を開始。3月の厚木市を皮切りに、佐野市、イーアス高尾（東京都八王子市）、ショッピングセンターパルナ（茨城県稲敷市）、矢板保育園（栃木県矢板市）、香取小学校・福田小学校合同（千葉県香取市）、陸前高田市、銀座三越陸前高田展（東京都中央区）など様々なキャラクターイベントにて開催。
2020年10月3日 - 4日に岩手産業文化センターアピオ特設会場で開催された「ゆるキャラ®グランプリ」THE FINAL〜未来へつなぐ いわて幸せ大作〜にて優勝。
2021年10月2日、等々力陸上競技場で行われたサッカーJリーグの第38回多摩川クラシコにおける企画「東京カブストーリー」で、かねてから交際していた川崎フロンターレのマスコットカブレラからのプロポーズを受け、結婚することになった。その後、2022年4月23日に川崎市のラ チッタデッラにてゴールインパーティが開催された。
2022年11月12日、交流施設「みんなのゆめちゃんハウス」が陸前高田市内にオープン。
2023年4月23日、カブレラとの間に、愛の結晶となる「メーカブー」が誕生。

## デザイン
頭の形は陸前高田市の市章をモチーフにしており、星の光で子どもたちを安全な場所へと誘導する。耳は震災で消失してしまった高田松原の松をイメージしている。陸前高田市の市花である椿の花のバッグを身につけている。背中の羽で全国を飛び回り、陸前高田市への支援に対する感謝を伝え、子どもたちには夢と希望を届けている。
誕生時は「陸前高田」と書かれた黄色のTシャツを着ていただけだが、その後、水色・ピンク・黒・オレンジといった色違いのTシャツも着るようになった。そのうちオレンジは、陸前高田市で活動する時だけの限定色となっていて、オレンジを着たマスコットも陸前高田市だけの限定販売となっている。さらに、サンタクロース・ハロウィン・和服・浴衣・体操着・ドレス・学ラン・川崎フロンターレのユニフォームなど、Tシャツ以外の衣装も豊富で、イベントや季節に合わせて着こなしている。陸前高田の文字が入っていないものも多くなっていて、他のキャラクター（特にゆる党の仲間）が主役のイベントに至っては、主役キャラをモチーフとした衣装を着ている。
「キラりんステッキ」と呼ばれる、先端に星がついた棒を持ち歩いている。星の部分のデザインがイベントや季節によって異なる。
ご当地キャラクターの中では屈指の衣装持ちであるため、2017年12月には歴代の衣装とキラりんステッキを展示した『たかたのゆめちゃん衣装展』イベントを、参加希望者（『世界キャラクターさみっとin羽生』のたかたのゆめちゃんのブースなどで予約していた）限定で埼玉県志木市で実施した。

## コンテスト
ゆるキャラ グランプリ
- 2012年（865キャラ） - 49位 ※岩手県1位
- 2013年（1,580キャラ） - 総合56位 ご当地55位 ※岩手県1位
- 2014年（1,699キャラ） - 総合105位 ご当地82位 ※岩手県1位
- 2020年（691キャラ） - 総合1位 ご当地1位

the pillows 25th Anniversary Cover & Dance Contest
- ダンス部門 - 特別賞

世界キャラクターさみっと in 羽生
〜 はにゅコレ（羽生キャラクターズコレクション） 〜
- 2014年（65キャラ） - 1位' ※初代グランプリ

ゆるキャラ ダンス選手権
- 2015年1月（6チーム） - アジパンダ賞
  - 東北・北陸チーム：たかたのゆめちゃん、朝倉ゆめまる、あたまがふくしまちゃん、ペロリン、いくべぇ
- 2016年1月（18キャラ） - 優勝

捨てたもんじゃない！グルメグランプリ
　(主催:味の素)
- 2024年（県代表47キャラ） - グランプリ (わかめナムルおにぎり)

## キャラクターソング
- たかたのゆめちゃん（歌：はまもりえいこ）[7]
- ゆめちゃん音頭（歌：池田夢見）[8]
- ゆめちゃん体操 〜ゆめ☆も〜にん☆彡〜（歌：キラりん隊 リナ☆エリ）※JOY SOUND配信[9][10]
- ゆめちゃん えかきうた（歌：キラりん隊 リナ☆エリ）with キラりんファミリー Futoshi☆Riz☆Sara
- Everybody☆夢みてる！（歌：鎌田純子）
- ゆめで逢えたら（歌：神崎隆広）
- おいでよゆめちゃん（歌：TaBiO!現在エガオモザイク）
- ゆる党じゃん!!（歌：神崎隆広）
- BLUE DREAMER！（歌：神崎隆広）※高田フロンターレスマイルシップ公認応援ソング（高田フロンターレスマイルシップ協定）
- ゆめちゃんの夢（歌：うちだまほ）
- 防災の歌「ゆめちゃんとの約束〜こんな時どうする〜」（歌：神崎隆広・池田夢見）
- チアソング「GO FRONT」（歌：Charat 神崎隆広、寺嶋由芙、冨山大地
- アニバーサリーソング「えんどれすどりーむ」（歌：石田洋介）
- ゆめちゃんハウステーマソング「ようこそ！ゆめちゃんハウスへ」（歌：Charat 神崎隆広、寺嶋由芙、冨塚大地）
- 一本松で会いましょう（歌：船越由佳）

## 関連商品
2013年
| 商品名                                      | 発売元       | 商品形式     | 出典   |
| ------------------------------------------- | ------------ | ------------ | ------ |
| ゆるキャラオールスターズ 日本ぶらり旅ゲーム | タカラトミー | ボードゲーム | [ 11 ] |
| ゆるカワビス（ゆる〜く第1弾）               | 日清シスコ   | ビスケット   | [ 12 ] |
| 全国ご当地キャラのあみぐるみ                | タツミムック | 本           | [ 13 ] |
| ゆるキャラプレート                          | ローソン     | 皿           | [ 14 ] |

2014年
| 商品名                                                                      | 発売元                             | 商品形式                      | 出典   |
| --------------------------------------------------------------------------- | ---------------------------------- | ----------------------------- | ------ |
| コレキャラ                                                                  | ピース                             | パズルゲームアプリ            | [ 15 ] |
| たんけん！ご当地キャラずかん                                                | 汐文社                             | 本                            | [ 16 ] |
| 白熱！ゆるキャラⓇ大運動会～さのまる3歳のお誕生日会～珍プレー・好プレー！DVD | よしもとアール・アンド・シー       | DVD                           | [ 17 ] |
| ご当地キャラクター折り紙あそび                                              | ブティック社                       | 本                            | [ 18 ] |
| ポリンキー パンプキンパイ味                                                 | 湖池屋                             | スナック菓子                  | [ 19 ] |
| ご当地あラウンド                                                            | KONAMI                             | メダルゲーム                  | [ 20 ] |
| ご当地鉄道 ～ご当地キャラと日本全国の旅                                     | バンダイナムコエンターテインメント | ニンテンドー3DS/Wii U用ソフト | [ 21 ] |

2015年
| 商品名                     | 発売元                                | 商品形式       | 出典   |
| -------------------------- | ------------------------------------- | -------------- | ------ |
| えかきうたであそぼ         | NITTOUSYOIN HONSYA PUBLISHING CO.,LTD | おえかきアプリ | [ 22 ] |
| 全国キャラクターデザイン集 | アルファ企画                          | 本             |        |

2016年
| 商品名                                    | 発売元                             | 商品形式 | 出典   |
| ----------------------------------------- | ---------------------------------- | -------- | ------ |
| たまごっち4U                              | バンダイナムコエンターテインメント | ゲーム   | [ 23 ] |
| ファミマプリント                          | ファミリーマート                   | 写真     | [ 24 ] |
| ゆるキャラⓇ盤「わたしになる」（寺嶋由芙） | テイチクエンタテイメント           | CD       | [ 25 ] |

2017年
| 商品名                                 | 発売元                   | 商品形式 | 出典   |
| -------------------------------------- | ------------------------ | -------- | ------ |
| 「世界で一番かわいい君へ」（寺嶋由芙） | テイチクエンタテイメント | CD       | [ 25 ] |